# Drimys
Genre
Drimys est un genre de plantes à fleurs de la famille des Winteraceae.

## Liste d'espèces
Selon NCBI (6 juil. 2012) :
- Drimys andina
- Drimys angustifolia
- Drimys brasiliensis
- Drimys buxifolia
- Drimys confertifolia
- Drimys granadensis
- Drimys roraimensis
- Drimys winteri